# Karel Kryštof Sedlnický z Choltic
Karel Kryštof Sedlnický z Choltic na Dívčích Hradech (německy Karl Christoph von Sedlnitzky, 1576 – 1651) byl český šlechtic ze slezské linie svobodných pánů Sedlnických z Choltic. Byl členem direktoria Moravského markrabství za panský stav.

## Život
Narodil se jako syn Jaroslava Sedlnickéhho z Choltic z vyhaslé linie rodu Sedlnických na Dívčím Hradě, Fulštejně atd. a jeho manželky Anny Nimptschové.
Karel Kryštof byl protestant, podobně jako pravděpodobně jeho otec. Při stavovském odboji v letech 1618-1620 se aktivně angažoval jako radikál.
V roce 1619 od moravských stavů obdržel úřad moravského zemského defensora. Byl poslancem zemského komorníka Haugvice a zplnomocněncem při generálním sněmu v Praze.
Byl poradcem krále Fridricha Falckého. V roce 1620 byl jmenován mincovním komisařem a komisařem pro zemské zřízení. Byl také povolán k prošetřování válečných výdajů a k sekvestraci majetku zkonfiskovaného olomouckému arcibiskupství.
Společně s Ladislavem Velenem ze Žerotína, Bydžovským a Puchheimem byl v Olomouci přítomen jako komisař při tortuře Jana Sarkandera.
Za účast na povstání proti císaři mu byl v roce 1621 zkonfiskován majetek a v roce 1622 emigroval do Pomořan. Dívčí Hrady a Fulštejn přešly do vlastnictví arcivévody Karla Josefa, který zastával úřady biskupa vratislavského a bolzansko-brixenského, velmistra řádu německých rytířů a portugalského místokrále. Ten však zemřel na konci roku 1624. Hrad Fulštejn byl později za třicetileté války poškozen švédskými a dánskými vojsky, již nikdy nebyl obnoven a postupně zcela zchátral.
Karel Kryštof Sedlnický zemřel v roce 1651 jako vyhnanec ve Štětíně.

### Manželství a potomstvo
Byl ženatý s Doroteou z Promnitz, s níž měl jednu dceru, Annu Marii. Ta se později provdala za Karla Kryštofa z Zedlitz, zemského předáka v knížectvích Javorském a Svídnickém.